# فرنسيسكو بيريز (دراج)
فرنسيسكو بيريز (بالإسبانية: Francisco Pérez)‏ هو دراج أوروغواياني، ولد في 4 فبراير 1934.

## وصلات خارجية
- فرنسيسكو بيريز على موقع أرشيف الدراجات (الإنجليزية)
- فرنسيسكو بيريز على موقع إحصائيات الدراجات الإحترافية (الإنجليزية)
- فرنسيسكو بيريز على موقع أوليمبيديا (الإنجليزية)